# 百岡いつか
百岡 いつか（ももおか いつか、1998年10月15日 - ）は、日本のAV女優。BELLTECH所属。

## 略歴
2018年9月、SODクリエイトの「青春時代」レーベル専属女優としてAVデビュー。
2019年より専属を離れ、企画単体女優となる。

## 人物
岐阜県出身。
趣味・特技は4歳から19歳まで習ったバレエ。
オナニーは小学4年の頃からで、携帯でネットをしていた時に間違えてアダルトサイトに飛んでしまったことがきっかけ。
大学生になって初めてできた同じ大学の2歳年上の彼氏と付き合って1ヶ月で初体験、経験人数は初体験の彼氏だけ。
AV女優になった動機は、元々女優に憧れをもっていてAV女優も女優の一つと見ていたことや、バレエをやっていたことで表現することが好きだったこともあり、綺麗で潔いよいAV女優になってみたいと思ったから。

## 出演作品

### アダルトDVD
2018年
- あのいつかの夏、圧倒的だった君の笑顔は僕のもの。 百岡(ももおか)いつか SOD専属 AVデビュー（9月20日、SODクリエイト）
- あのいつかの夏、圧倒的だった君の笑顔は僕のもの。 百岡(ももおか)いつか 門限までの6時間 お父さんよりも年上の中年おじさんたちに昼間っから一日中、とにかくただひたすら責められ、イカされ、ハメられる（10月25日、SODクリエイト）
- あのいつかの夏、圧倒的だった君の笑顔は僕のもの。 百岡(ももおか)いつか 10歳以上、年上の童貞さんを優しく筆おろし 「初めてを私にください。」（11月22日、SODクリエイト）

2019年
- 10代素人娘 デカチン即ハメ赤面インタビュー! 生パンティ見せるだけのはずがデカチン乱入!ゴム無し挿入! イっても無視のガン突きピストンで失神寸前美少女に真正中出し!!（1月25日、赤面女子）他出演:千夏麗、夢咲ひなみ、深田結梨
- デビュー前の初々しい素人時代に撮影した超貴重蔵出しSEXを収録! 3レーベルから厳選大放出! SOD専属女優たちの「これが本当の初撮り」映像集SP! 総勢15名! 8時間2枚組（2月7日、SODクリエイト）他出演:一ノ瀬梓、ゆみ、白瀬ななみ、小泉ひなた、若宮穂乃、河合向日葵、八尋麻衣、橋本菜都、高牟礼れな、野々原なずな、今井夏帆、高本りさ、本田美香、大沢カスミ
- コラボ企画 一般男女モニタリングAV×マジックミラー便 オフィス街で声をかけた大手企業に勤める美人OLにいきなりザーメンぶっかけ! 合計21発 射精の早さに悩む男性の早漏改善のお手伝い中に予期せぬ連続暴発でスーツ・髪・顔まで精子がべっとり! 心優しいインテリおま○はデカち○ぽをねじ込まれザーメンまみれでSEXまでしてしまうのか!? 2（2月19日、ディープス）※「せいら」名義　他出演:もえ、みさき、さおり
- おじさん 今日、私を縛ってください。 3（3月13日、セレブの友）※「いつか」名義
- 百岡いつかのレズ処女を川上ゆうが奪う同性愛(レズビアン)SEX（3月25日、セレブの友）共演:川上ゆう
- 百岡いつか アナルSEXデビュー アナルの春。 圧倒的だった君のアナルは僕のもの（4月13日、無垢）
- 女×男×女のハーレム密着 本気モードSEX（4月13日、セレブの友）共演:川上ゆう　他出演:波多野結衣、八乃つばさ、篠田ゆう、桐嶋りの、跡美しゅり、ルロア・クララ
- 透明人間になったボクの女子校チン入ビデオ!!（4月15日、ピーターズMAX）共演:葵千恵、早乙女らぶ、今井麻衣 ほか
- ふたなり家(蓋也家)（4月25日、ROCKET）共演:吹石れな、神納花、早乙女らぶ
- 乳首責めっ放し人妻レズエステ Vol.2 新性感開発オイルサロン（5月15日、ピーターズ）他出演:葵千恵、羽生ありさ、優梨まいな
- ダブルバーチャルレズベロキス 3（5月19日、ゑびすさん）共演:早乙女らぶ　他出演:加藤ツバキ、今井麻衣、星乃レイア、七海ゆあ、瀬乃ひなた、明里ともか、星あめり
- 口臭嗅がせ鼻突っ込み舐めレズ（6月1日、ゑびすさん）共演:早乙女らぶ　他出演:今井麻衣、星乃レイア、七海ゆあ、星あめり、明里ともか、瀬乃ひなた、篠崎みお、小川ひまり
- 連続オーガズム乳首舐めレズ（6月1日、ゑびすさん）共演:早乙女らぶ　他出演:加藤ツバキ、今井麻衣、星乃レイア、明里ともか、瀬乃ひなた
- デリヘルで呼んだ娘が、敏感すぎて潮吹いて僕の部屋をビショビショにするので怒ったらヤラせてくれたけど、感じまくりまさかの連続イキ!更にハメ潮吹きまくって困った! 7（6月6日、アイエナジー）他出演:佐久間恵美、愛華みれい
- 本気(マジ)口説き ナンパ▶連れ込み▶SEX盗撮▶無断で投稿 イケメン軟派師の即パコ動画 23（6月14日、MAGIC）※「いつか」名義
- ガチベロ濃密絡み合い唾液レズ接吻 2（6月19日、ゑびすさん）共演:早乙女らぶ　他出演:宮沢ゆかり、星あめり、加藤ツバキ、今井麻衣、小川ひまり、瀬乃ひなた、明里ともか、星乃レイア、篠崎みお
- 完全撮り下ろし! アナタを挑発しながらディルドオナニーを見せつける女たち… ガニ股で下品に腰振る発情オマ○コをご覧ください（7月13日、セレブの友）他出演:君島みお、大槻ひびき、あずみひな、神納花、岬あずさ、葉月桃、藍川美夏、恋乃ぼたん、北浦真美、浅田ゆの、石原花実、葉月もえ、橘りょう
- 元ヤリマンばかりの定時制校でミラクル展開! 女子は全員制服だけど年齢はバラバラ!!しかも男はボク1人! ボクの通う定時制校は校則で制服着用が義務なんです!クラスには色々な世代の女の子がそれぞれ当時の制服姿で来るから毎日がドッキドキ!しかも、みんな昔ヤリマンだったみたいで唯一の男のボクにちょっかいを出してきて、授業中でもパンチラしまくり!勃起の止まらないボクに気付くと、放課後や休み時間になるとあっちこっちでエッチのお誘い!もうチ●ポが休まる暇もありません!（7月19日、ゴールデンタイム）共演:神ユキ、望月りさ、若月まりあ、早川瑞希、天希ユリナ、奥菜えいみ、新美さくら
- 青春時代宣言!!! ほどよい巨乳!艶やかな肌質!!青春の肉感!!! 最高の素材を持つ未開発な美少女（8月1日、AV）※「いつか」名義
- 性感帯徹底舐めエステレズ（9月1日、ゑびすさん）共演:早乙女らぶ　他出演:七海ゆあ、星あめり、宮崎あや、杏璃さや、藤にいな、玉木くるみ
- バーチャルキス（10月1日、ゑびすさん）他出演:瀬乃ひなた、小川ひまり、早乙女らぶ、小春、鈴木ちひろ、橋野愛琉、片岡はる、武居静香 ほか
- 新宿で見つけた心優しい働くお姉さん 童貞くんのオナニーのお手伝いのつもりがセックス練習ってことで素股していてヌルっと入って筆おろし!?（10月10日、アイエナジー）他出演:愛華みれい、真野まみ、佐久間恵美
- バーチャル淫語乳首オナニー（10月19日、ゑびすさん）他出演:瀬乃ひなた、小川ひまり、瀬戸すみれ、鈴木ちひろ、NIMO、桐山結羽、御坂りあ、綾瀬さくら ほか

## 雑誌
- 月刊FANZA 2018年11月号（ジーオーティー） - インタビュー
- 極上素人DX 2018年12月号（三和出版） - インタビュー